# Yuxarı Şirvan Kanalı
Yuxarı Şirvan Kanalı är en kanal i Azerbajdzjan. Den ligger i den centrala delen av landet, 230 km väster om huvudstaden Baku.
Trakten runt Yuxarı Şirvan Kanalı består till största delen av jordbruksmark. Runt Yuxarı Şirvan Kanalı är det ganska glesbefolkat, med 47 invånare per kvadratkilometer.